# Tuomas Kansikas
Tuomas Kansikas (Valkeala, 15 maggio 1981) è un ex calciatore finlandese, di ruolo difensore.

## Carriera
Ha giocato in Veikkausliiga con il MyPa dal 2004 al 2007, per poi trasferirsi all'HJK di Helsinki.

## Palmarès

### Club

#### Competizioni nazionali
- Coppa di Finlandia: 3

MyPa: 2004
HJK: 2008, 2011
- Campionato finlandese: 3

MyPa: 2005
HJK: 2009, 2010